# Lokwelt Freilassing
A Lokwelt Freilassing egy vasúti múzeum Freilassingban, Bajorországban. Megközelíthető a Rosenheim–Salzburg-vasútvonalon vagy a salzburgi S-Bahnnal. A múzeum a vasútállomástól néhány perc sétára található a régi fűtőház területén. 2006 szeptemberében nyílt meg.

## Kiállított tárgyak
- Bajor B IX sorozat gyorsvonati gőzmozdony szerkocsival
- Fogaskerekű gőzmozdony Bosznia-Hercegovinából
- Fogaskerekű mozdony és kocsi a Wendelsteinbahnról
- Fogaskerekű Z 3 sorozatú mozdony a Schafbergbahnról
- De 2/2 sorozatú tehervonati villamosmozdony Svájcból
- LAG1 villamosmozdony
- DRG E 16 sorozatú villamosmozdony (E 16 07)
- DR E 44 sorozatú villamosmozdony (244 051-9)
- DB 103 sorozatú villamosmozdony (103 167)
- E-Lok E 44.5 (144 508-9)
- V 140 001 sorozat
- Gazdasági vasúti mozdony és teherkocsija
- Mágnesvasúti kocsi
- Személykocsi-részlet 1870-ből (IV osztály)
- Személykocsi-részlet 1920-ből (II. és III. osztály)
- Személykocsi-részlet 1970-ből (1. és 2. osztály)
- A DB 218 sorozat hajtásrendszere
- S 3/6 gyorsvonati mozdony
- ICE kerékpár
- Pályaépítő gépek
- Vasúti biztosítóberendezések
- Vasúti jelzők
- Frelassing terepasztala (építés alatt)

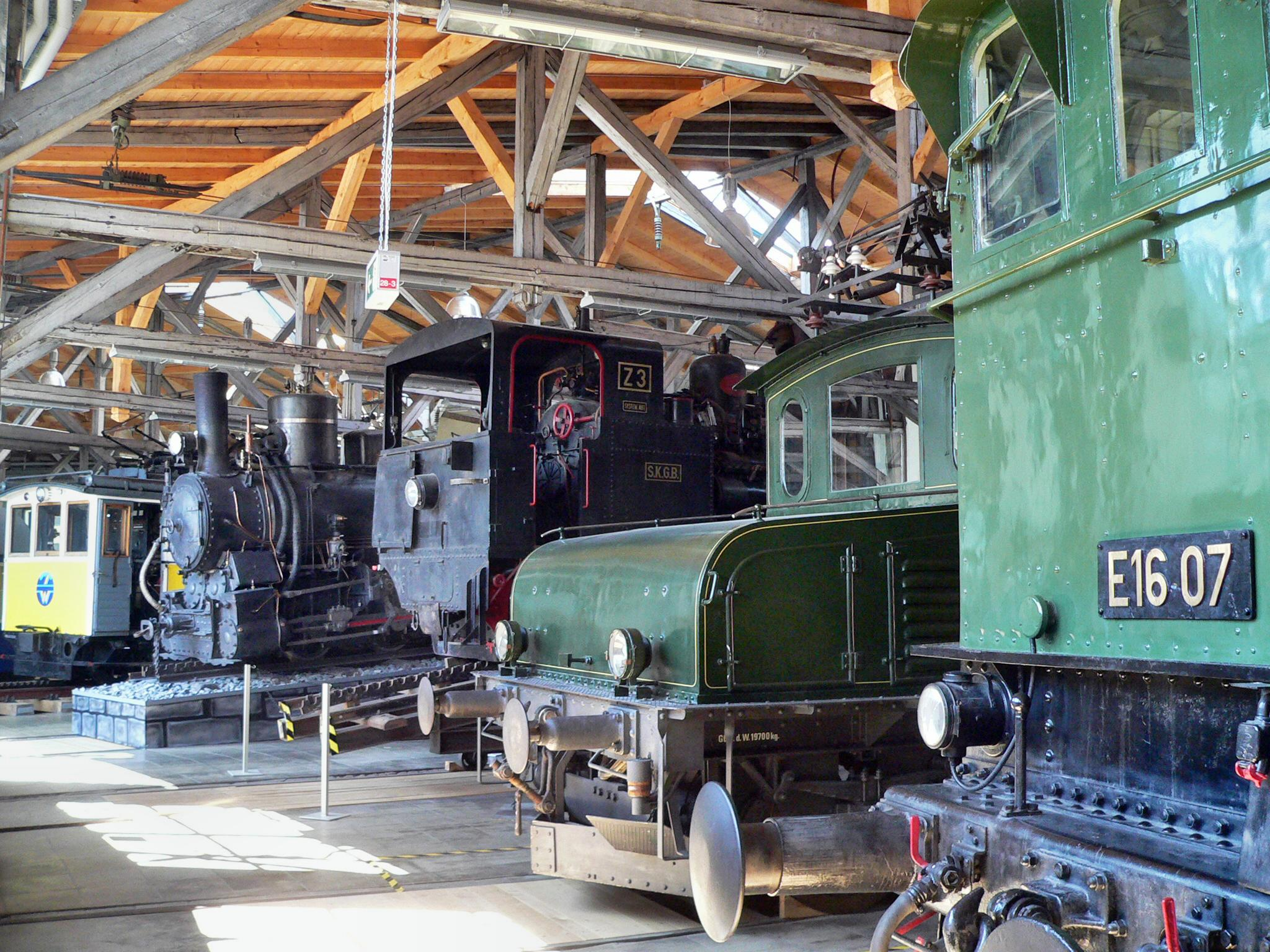
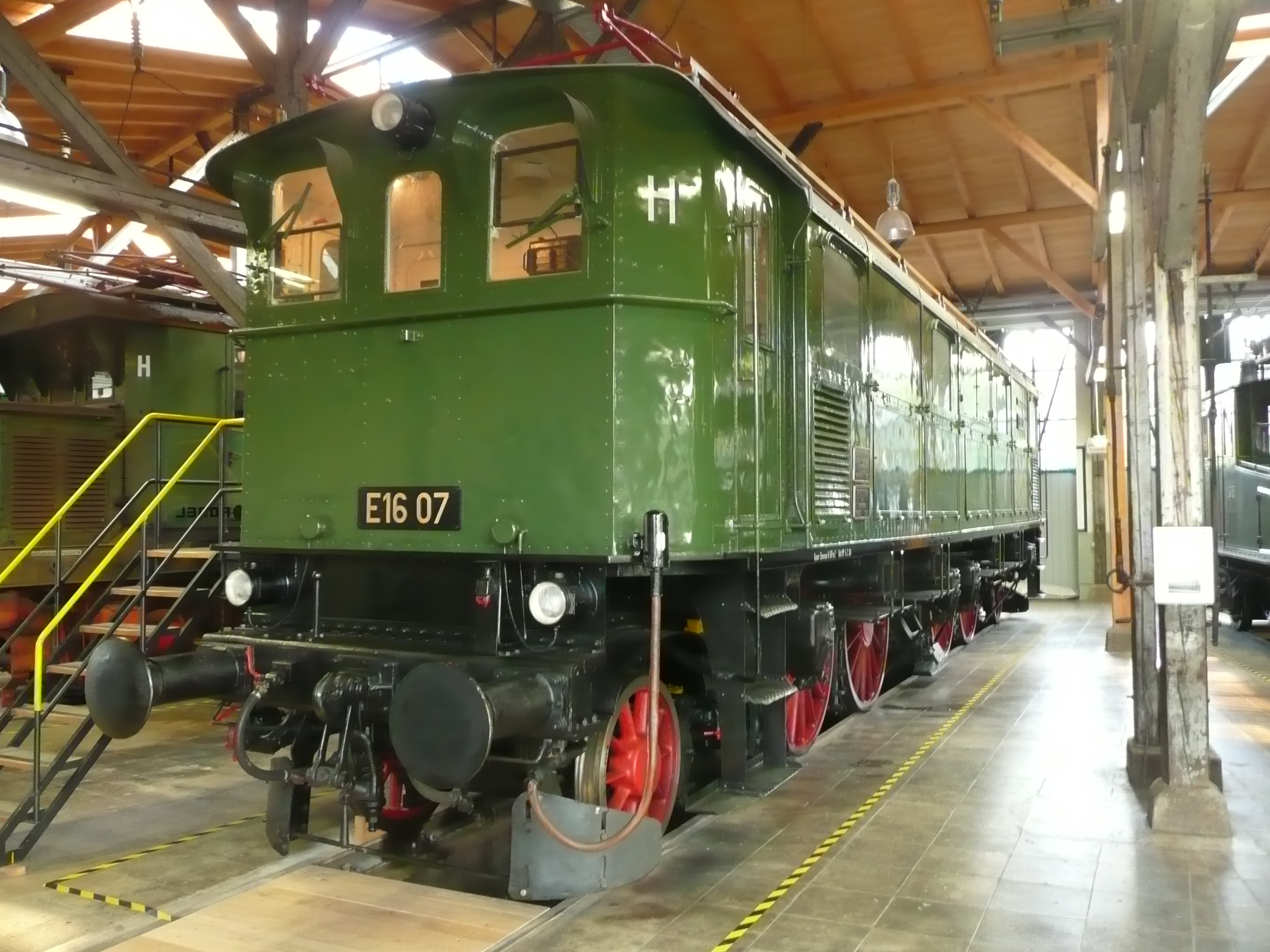
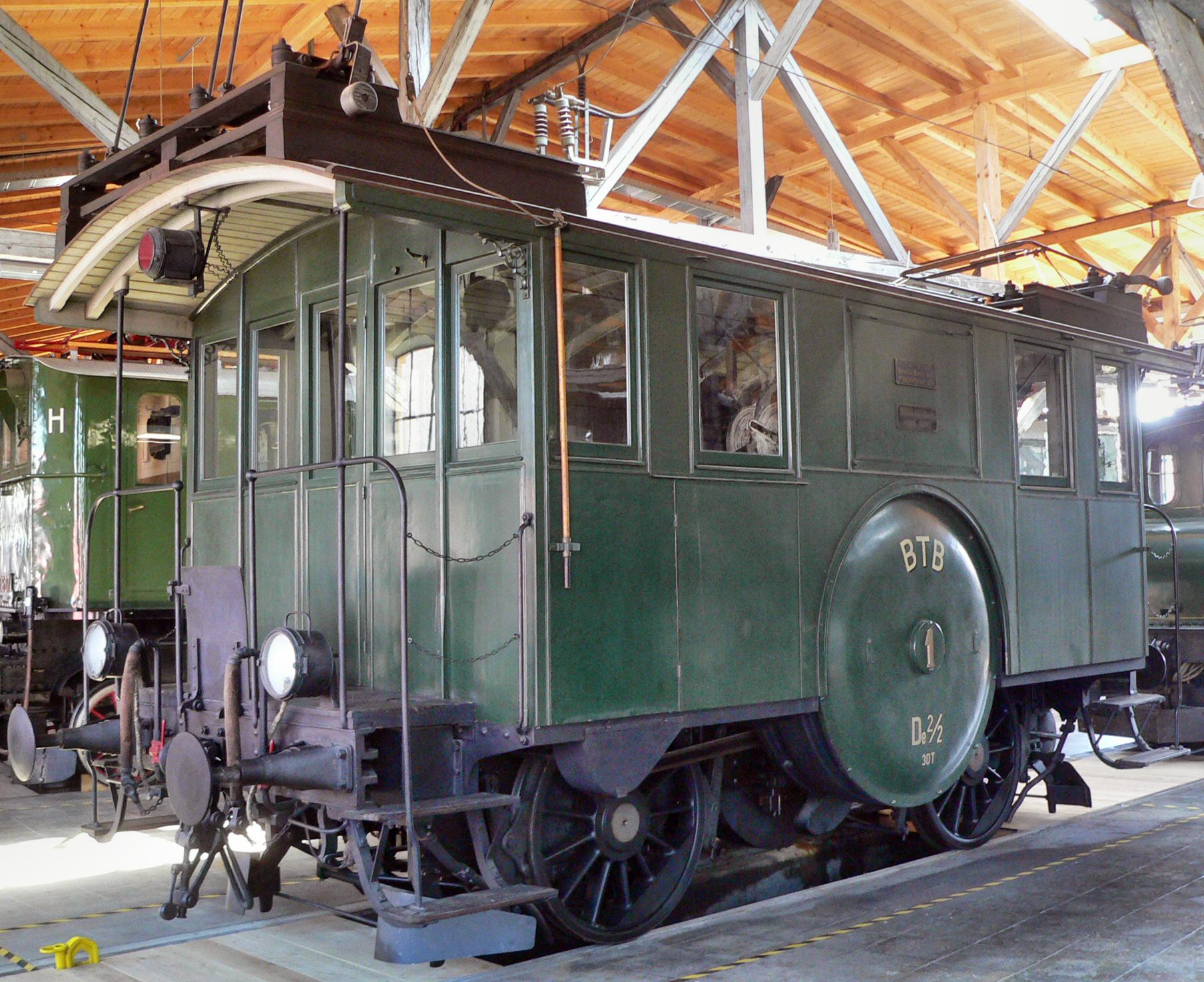
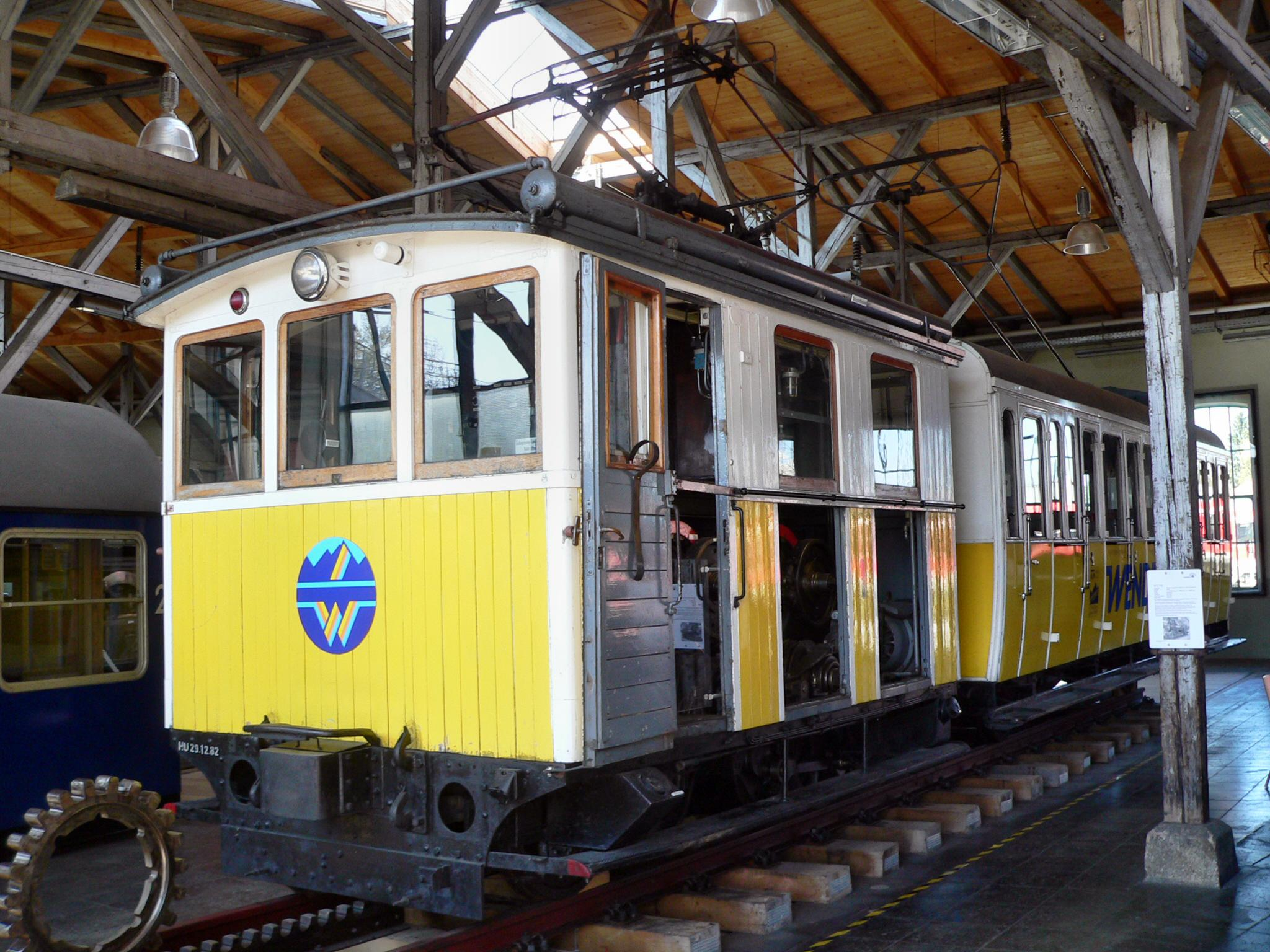
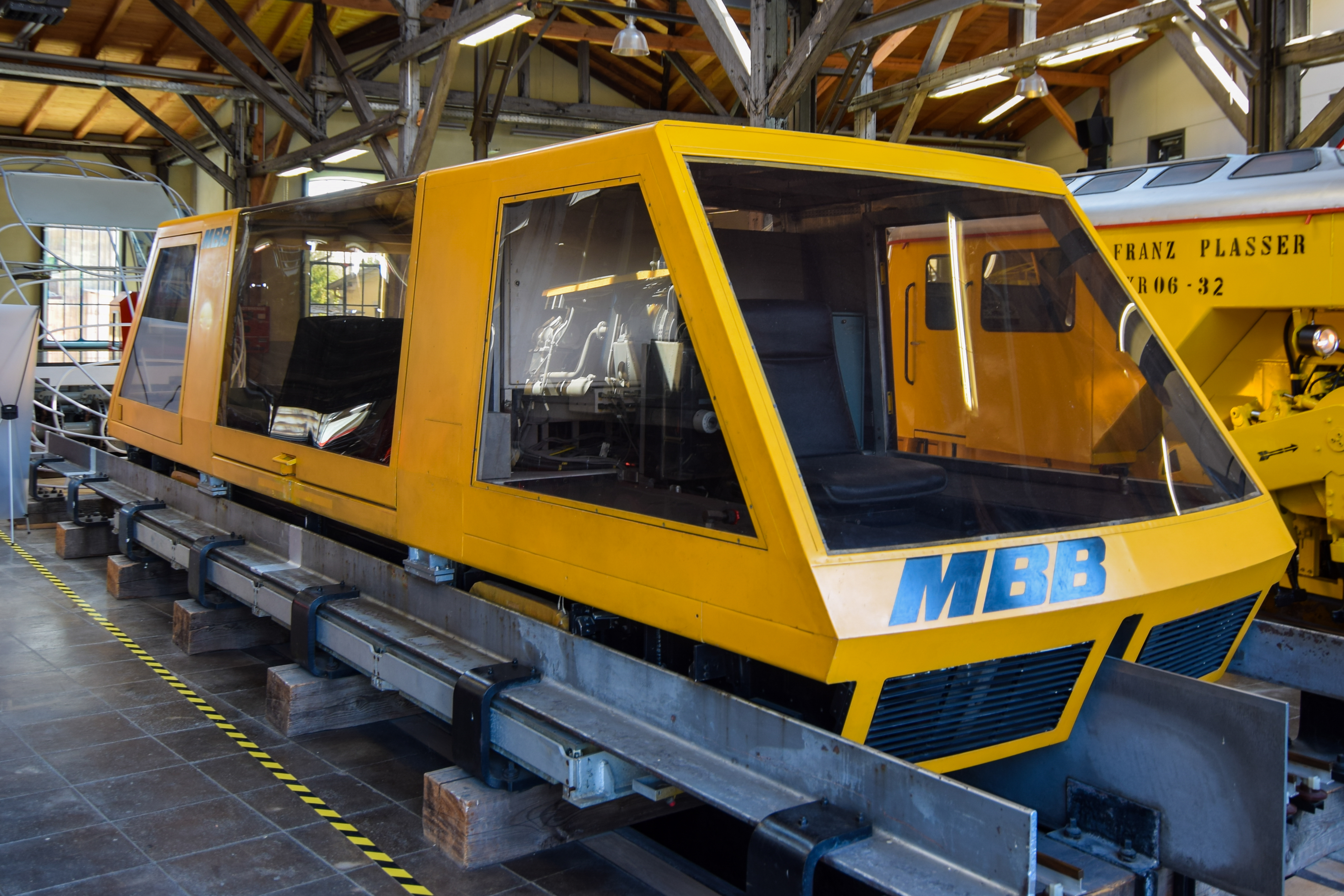
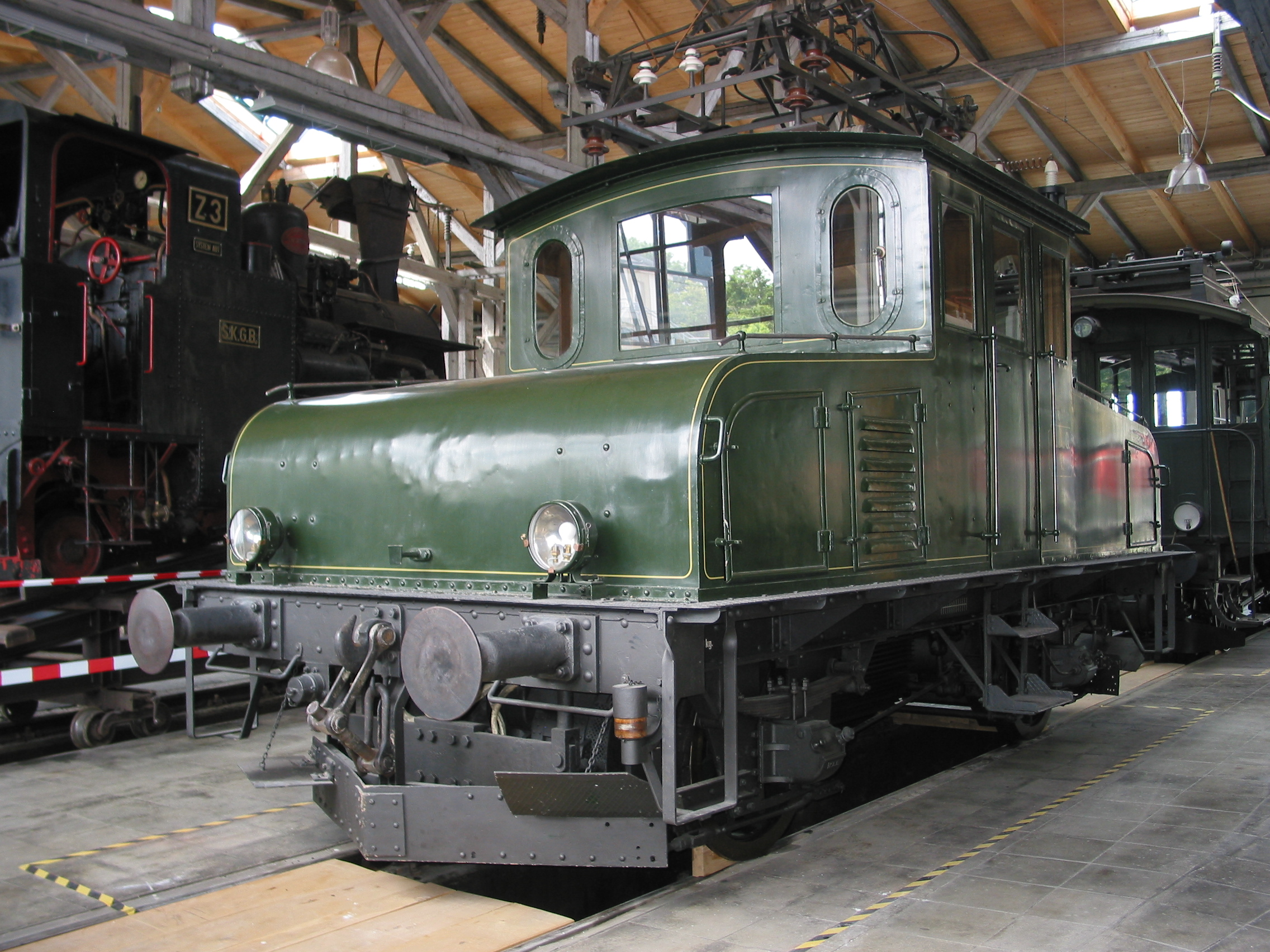

- LGB méretarányú terepasztal